# 迈克·泰森
哈吉·迈克尔·傑拉德·“麥克”·泰森（英語：Hadj Michael Gerard "Mike" Tyson，1966年6月30日—），生于美国纽约市，前职业拳击手，曾获世界重量级冠军，被认为是有史以来最伟大的重量级拳击手之一。其早年绰号“铁人迈克”（Iron Mike）和“炸药小子”（Kid Dynamite），后称“地球上最坏的男人”（the Baddest Man on the Planet）。在其全盛时期，他以毁灭性的风格多次击败了著名的对手，一度是最具威脅性的拳击手之一。但其事業前途卻因个人问题、缺乏訓練和两次收押而中斷。在監獄他曾企图恢复職業生涯，但在与知名对手比赛中卻沒有獲勝。2005年6月11日泰森与拳击手凯文·麦克布莱德打了最后一场比賽，但亦以失敗收場，因此他决定永远从拳坛退休。退休後轉投入演藝圈，在多部電影中出演。

## 早年
泰森出生在纽约市，年轻时进过少年拘留中心，因此被高中开除。所幸他的拳擊潛力被少年拘留中心的輔導員和前拳擊手鮑比·斯圖爾特 (Bobby Stewart) 注意到，並將他介紹給知名拳擊教練庫斯·達馬托，達馬托除了教導泰森拳擊外也在他16歲喪母後擔任他的監護人與經紀人，在討論泰森的拳擊生涯時，達馬托往往被視為一名亦師亦父的重要導師，而達馬托在1985年的去世也被後世認為是泰森拳擊生涯乃至人生的重要分水嶺。

## 拳击生涯

### 快速成為超级巨星
泰森在职业圈中的初次登场，是1985年3月6日在纽约州的奥尔巴尼。他只用一局就赢得比赛。1985年他还进行了15场比赛，全部是击倒获胜，而且几乎都是在首局就取得勝利。
1986年他進行了12次比賽，從学徒拳击手的等级不断提高，引起人們的关注。他与杰西·弗格森的比赛也曾引发媒体的争议。1986年11月22日，泰森进行了向首个头衔发起的挑战，与特雷弗·伯比克争夺WBC的重量级头衔。當年二十歲的泰森只用了兩局就取得勝利，成為最年轻的重量级冠军。许多拳击评论家将泰森因此而獲得的成就，拿來与年轻时的喬·路易斯做比较。
1987年3月7日，泰森在内华达州的拉斯维加斯赢得了詹姆斯·史密斯对其头衔的挑战賽。他所获得的点数都無爭議，且将史密斯WBA的头衔奪了過來，媒体開始出現《泰森狂热》。他在同一年5月以第6局击倒拳王平克伦·托马斯。8月1日他从托尼·塔克手中接过IBF头衔，因其所獲得的點數，成为「无可争议的世界重量级冠军」。
1987年，他唯一的另一场比赛是10月对阵1984年奥运会冠军蒂雷尔·比格斯，泰森表現精湛，以第7局的技术型击倒將比賽结束。
1988年泰森有三场比赛。他在1月22日面对體力與年紀佔下風的拉里·霍姆斯，以第4局的技术型击倒结束。他3月在东京迎战狀態更不佳的托尼·塔布斯，比赛以兩局结束。下一个对手是在6月27日對上的重量級冠軍迈克尔·斯平克斯。但後來被剥夺了头衔，因为没有和下个挑战者比赛。许多拳击迷认为泰森的冠军是非法的，直到他击败了斯平克斯，泰森打贏了斯平克斯，只用了91秒。

## 争议
雖然戰績輝煌，但泰森在拳击之外的问题也开始產生。他与罗宾·吉文斯的婚姻正走向破裂，而他後續的合約則掌握在唐·金和比尔·凯顿手中。1989年遭逢個人問題的泰森仍持續出席了两场比赛。他在2月面对英国拳击手弗兰克·布鲁诺，以五局结束比赛，7月則以一局击倒战胜卡尔·威廉斯。
1990年泰森的个人生活更顯混乱，並且在拳擊訓練上也不夠完善。2月11日在东京与原先不被看好的“破坏者”道格拉斯的比赛中，他因在第十局被击倒而失败。尽管他的经理人抗议在第八局中有「慢数」的狀況，但泰森所有的腰带仍歸於道格拉斯所有。不過，泰森在1990年的另两场比赛皆獲勝，都是於首局击倒對手。
1991年泰森与多诺万·拉多克进行了两场比赛，分別是在3月與6月。这两场比赛會受到注意，是因为泰森和对手进行了怪異的「监狱」對話。他告诉Ruddock：「每个人都知道你是一个异装癖者，而且你喜欢我。我會让你變成我的女朋友。我等不及把我的手放在像你这样的尤物身上。」在第一场比赛，泰森在第七局获胜，但這個結局得是有争议的。第二场比赛（在等待与新冠军依凡德·何利菲德较量时进行）中，泰森以点数获胜。

### 犯罪事件和后果
泰森在印第安纳因強姦罪而受到審判，因為他被指控在1992年1月27日强奸了18岁的蒂希兒·華盛頓（英語：Desiree Washington）。2月10日泰森被判有罪，入狱三年。（按印地安那州法律，定为重罪的被告必须在宣判后立即進监狱服刑。）但泰森從來沒有認罪，即使在得知只要認罪即可服刑原刑期的一半時間，泰森仍然堅持遭到陷害。而這個案子裡的諸多疑點，也啟人疑竇 （页面存档备份，存于） 。 其中最大的疑點就是華盛頓在與泰森發生性行為前就在非受迫的情況下，自行走到套房裡的廁所裡脫掉自己的內褲（根據華盛頓自己於庭上的敘述）而讓人不能理解的是，廁所裡就有電話，能夠讓華盛頓打電話給飯店櫃檯請保安上樓處理。另外，華盛頓之前就曾有控告前男友性侵的紀錄（並無在庭上提及）。其後也有數位當時陪審團成員承認自己做出了錯誤的決定 。

### 出獄後的賽事
出獄之後，他在1995年8月再度出賽，在首局击败了彼得·麦克里尼。同年12月在第三局击败了小巴斯特·马西斯。
1996年3月，泰森以三局擊敗弗兰克·布鲁诺，獲得「WBC」头衔並重获一個腰带 。1996年9月，泰森付给伦诺克斯·刘易斯4百万美元，讓泰森能夠免於和劉易斯對戰，之後即用93秒从布鲁斯·塞尔登手中赢回WBA。但三年的牢獄能夠奪走任何運動員的前途，而出獄後的泰森速度以及體能都大不如前，即使仍然能夠拿下重量級拳王腰帶，但實力已不復以往 。
2005年，在打完最後一場比賽後宣告退休。
2020年11月28日，泰森在表演赛中與小罗伊·琼斯打成平手。

### 咬耳朵事件
依凡德·何利菲德在1997年6月28日與泰森決勝負，這一役也就是知名的泰森咬耳朵（英語：The Bite Fight）。在第三回合時，泰森咬了何利菲德的一隻耳朵，讓泰森扣了兩分。何利菲德被咬後，更害怕得摸了摸自己的耳朵。泰森後來解釋，那是為了報復何利菲德在這兩次對戰時，用頭撞他腹部的小動作。（但是他並非唯一一位會在運動場上咬人的人物，足球人物路爾斯·艾拔圖·蘇亞雷斯因為先後咬傷奧特曼·巴卡爾、布拉尼斯拉夫·伊雲奴域、乔治·基耶利尼，一共被禁賽26場，還因此無緣2015年美洲盃。）

## 改信伊斯蘭教
泰森最初也曾经是基督徒，他是在入狱后感觉前途渺茫心理恐慌之际接触到伊斯兰教。据说穆罕默德·阿里托人带给他的书让他迷上伊斯兰教，但是泰森拒绝了阿里到监狱探望他，因为他觉得在这个地方见阿里对老拳王太不尊重。出狱后。他很快到预定的清真寺见阿里，然后皈依成为真正的穆斯林。2010年7月28日，泰森前往麦加朝圣。

## 退役後

### 參與電影
宣布退休後不久轉入娛樂圈，在2006年，曾在《洛基：勇者無懼》客串演出，在裡面演自己，跟片中的拳王精神喊話。在2009年，曾在電影《醉後大丈夫》出演他自己，同樣在續集《醉後大丈夫2》中飾演同樣角色。2015年，電影《葉問3》中飾演黑市拳老闆。2018年，在《閨蜜2》中飾演美韓混血Dragon。

### 傑克·保羅 vs 迈克·泰森
2024年3月，57歲的泰森復出，準備在11月15日舉辦一場由Netflix贊助，與27歲的網紅拳擊手傑克·保羅進行的一場比賽。是次比賽將在德克薩斯州阿靈頓的AT&T體育場進行，並將在Netflix上直播，獎金高達4000萬美元。此場拳賽是拳擊史上雙方年齡差別最大的賽事之一。事前有輿論質疑，泰森到了比賽當天將會年屆58，其狀態已不如往日，認為他不應該再打。最終這場拳賽由裁判一致判定泰森落敗。

## 流行文化
泰森與日本電子遊戲巨頭任天堂自1986年起簽為期3年代言合約，翌年任天堂在紅白機上發佈了基於街機遊戲《拳无虚发》開發的第一款聯名遊戲《迈克泰森的拳无虚发》，泰森作為比賽中的最後一個對手登場。當代言合約於1989年屆滿後，翌年於歐美重新發佈了一個新版本，以虛構角色「夢先生」取代了泰森。
快打旋風游戏中，有一位黑人拳击手名叫邁克·拜森，其外貌跟泰森完全一致。

## 外部連結
- 迈克·泰森的Facebook專頁
- 迈克·泰森的X（前Twitter）
- 迈克·泰森在互联网电影资料库（IMDb）上的資料（英文）
- BoxRec - Mike Tyson （页面存档备份，存于）
- www.biography.com （页面存档备份，存于）
- 泰森小檔案
- 泰森的拳擊手生涯